# 厄德-厄灵
厄德-厄灵（德語：Oed-Öhling）是奥地利下奥地利州阿姆施泰滕县的一个市镇。总面积10.62平方公里，总人口1561人，人口密度147.0人/平方公里（2005年）。